# Charadronota quadrisignata
Charadronota quadrisignata är en skalbaggsart som beskrevs av Hippolyte Louis Gory och Achille Rémy Percheron 1833. Charadronota quadrisignata ingår i släktet Charadronota och familjen Cetoniidae. Inga underarter finns listade i Catalogue of Life.